# هرنانه

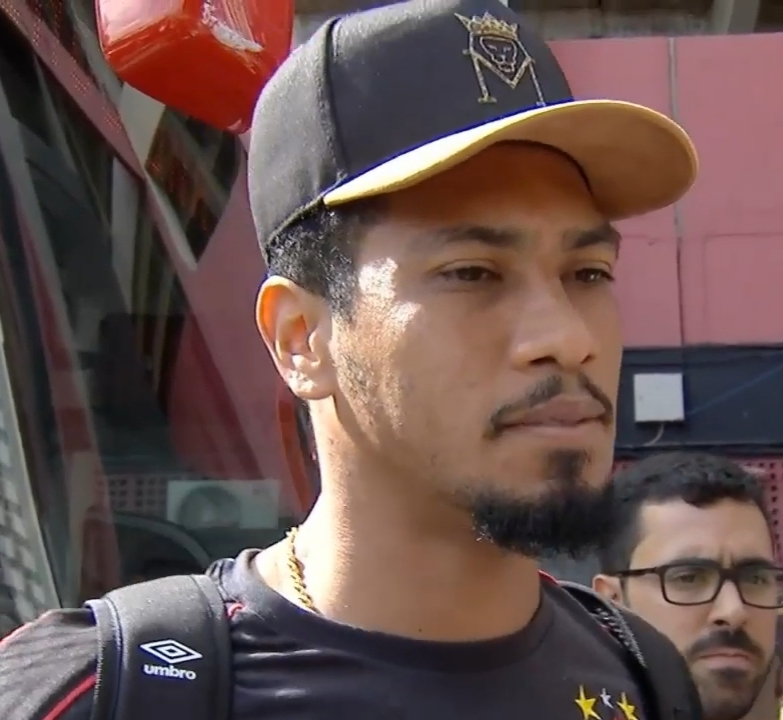
هرنانه در سال ۲۰۲۰

هرنانه (انگلیسی: Hernane؛ زادهٔ ۴ اوت ۱۹۸۷) بازیکن فوتبال اهل برزیل است.
از باشگاه‌هایی که در آن بازی کرده‌است می‌توان به باشگاه فوتبال فلامینگو، و باشگاه فوتبال سائو پائولو، باشگاه فوتبال النصر عربستان سعودی، و باشگاه فوتبال باهیا اشاره کرد.